# L'uomo nell'ombra (film 1953)
L'uomo nell'ombra (Man in the Dark) è un film thriller stereoscopico del 1953, diretto dal regista Lew Landers.

## Trama
L'uomo nell'ombra fu la prima produzione di 3-D della Columbia. Il gangster Steve Rawley, in prigione per rapina, accetta di farsi operare al cervello dal Dr. Marston,  per sradicare le sue tendenze criminali. L'esperimento ha successo ma gli procura un'amnesia completa. Steve crede di chiamarsi James Brooks e che la perdita della memoria sia dovuta ai postumi di un incidente stradale. I compagni della sua vecchia banda, Peg, Lefty e Arnie, lo rapiscono per obbligarlo a rivelare il nascondiglio del bottino e lo travolgono in un susseguirsi di avventure sempre più pericolose, convinti che lui finga l'amnesia per non spartire con loro il malloppo. Frattanto anche l'investigatore dell'assicurazione, Jawald, lo insegue, convinto di poterlo smascherare e recuperare il denaro. In un crescendo di angoscia, Steve piomba in uno stato di confusione mentale in cui viene travolto da un incubo terribile, ambientato in un Luna Park. Da questo momento comincia il recupero della memoria e Steve si lancia nello scontro finale con i vecchi sodali, aiutato da Peg, innamorata di lui. Seguendo l'ispirazione del sogno, Steve si ritrova in un vero Luna Park dove affronta Lefty ed Arnie in una caccia selvaggia che culmina sulle curve vertiginose di una montagna russa. La conclusione è il classico lieto fine: Lefty muore travolto da una macchina, Arnie è ucciso dalla polizia, Steve restituisce il denaro a Jawald e inizia con Peg una nuova vita.
In Italia la realizzazione dei manifesti pubblicitari fu affidata ad Anselmo Ballester